# Saarepõllu
Saarepõllu – wieś w Estonii, prowincji Rapla, w gminie Kehtna.